# Gye
Pour l’article ayant un titre homophone, voir Gy.
Ne doit pas être confondu avec Gyé.
Pour les articles homonymes, voir Gye.
 (août 2017).
Si vous disposez d'ouvrages ou d'articles de référence ou si vous connaissez des sites web de qualité traitant du thème abordé ici, merci de compléter l'article en donnant les références utiles à sa vérifiabilité et en les liant à la section « Notes et références ».
Gye est une commune française située dans le département de Meurthe-et-Moselle, en région Grand Est. À l'époque gallo-romaine, le bourg gaulois porte le nom de « GAIACUM ».

## Géographie
Le ban communal de Gye, altitude moyenne de 233 m, est inséré dans la plaine humide du pied des côtes de Meuse, pour une surface de 648 hectares.
Le bourg se trouve en son centre (zonage cadastral AA), bien que les traces plus anciennes d’habitations se situent en bordure de l'ancienne voie Toul - Langres (lieu-dit Naléchamps) qui forme la limite ouest de son territoire, alors que la route nationale 74 (France) (Toul-Colombey) fait frontière à l'est. Au nord ce sont les bois du Tillot (commune de Toul) qui bordent la commune, la limite sud est moins marquée.

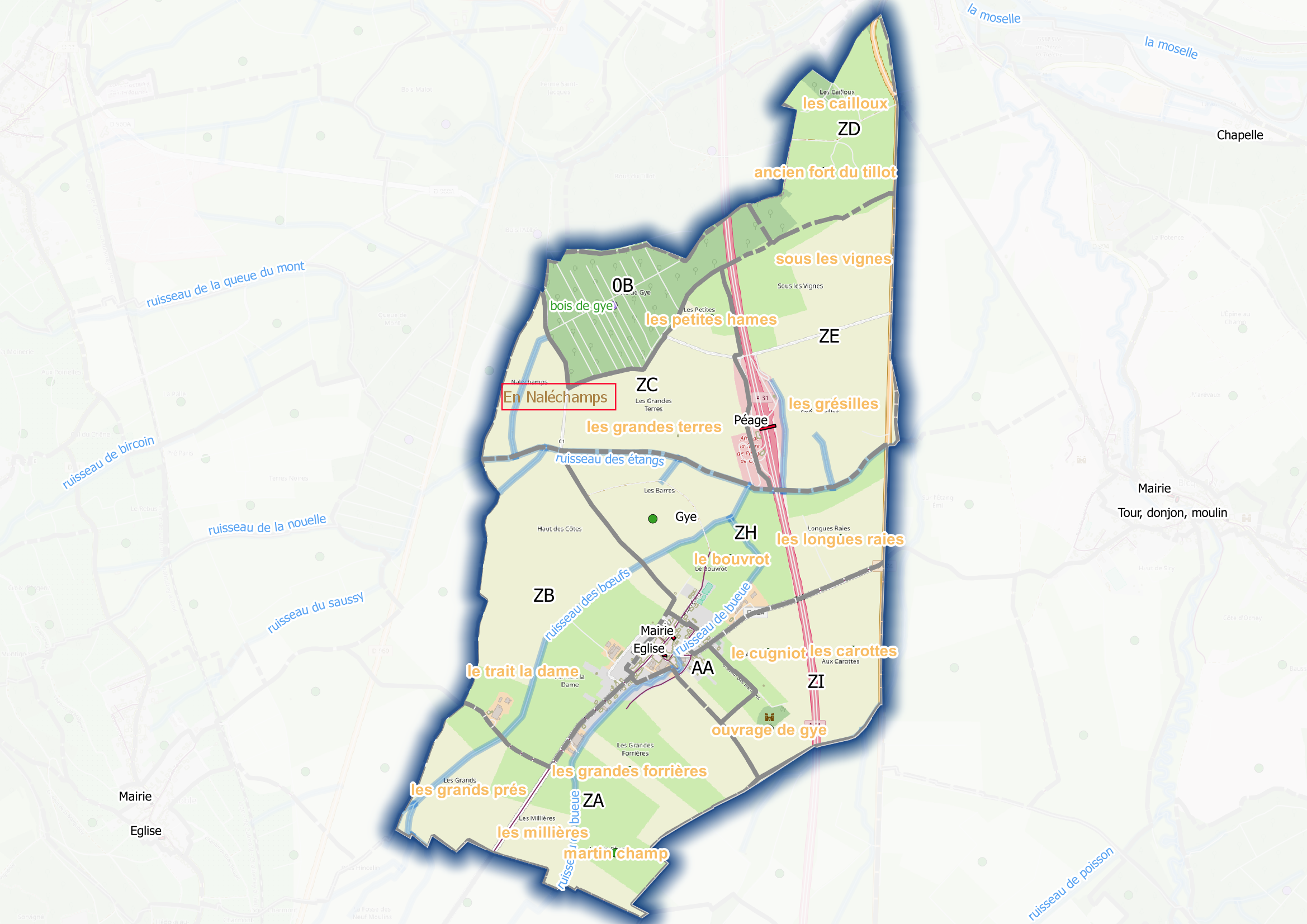
Gye (ban communal).

### Localisation
Gye est une petite commune située à 30 km de Nancy et 8 km de Toul dans la plaine du Toulois, non loin des côtes de Toul, célèbres pour leur « gris de Toul » (vin).
La commune possède une gare de péage à son nom (péage de Gye) située sur l'autoroute A31 à proximité. (Zonages ZE et ZC).

### Communes limitrophes
| Domgermain       | Toul      | Chaudeney-sur-Moselle |
| Charmes-la-Côte  | Gye       | Bicqueley             |
| Mont-le-vignoble | Crezilles | Moutrot               |

### Géologie
Gye est située sur les « marnes à Rhynchonelles supérieures » du Bathonien supérieur.
Les marnes à Rhynchonelles inférieures et supérieures sont rarement visibles à l'affleurement. Elles sont généralement gris-bleu mais peuvent présenter des passages noirs, beiges ou même blancs. Elles sont riches en Lamellibranches et Brachiopodes, particulièrement les Rhynchonelles qui leur ont donné leur nom.

### Hydrographie
La commune est dans le bassin versant du Rhin au sein du bassin Rhin-Meuse. Elle est drainée par le ruisseau de Blénod, le ruisseau des Étangs (parfois ou autrefois ruisseau de Comines), le ruisseau des Ormes et le ruisseau des Prés Ury,.

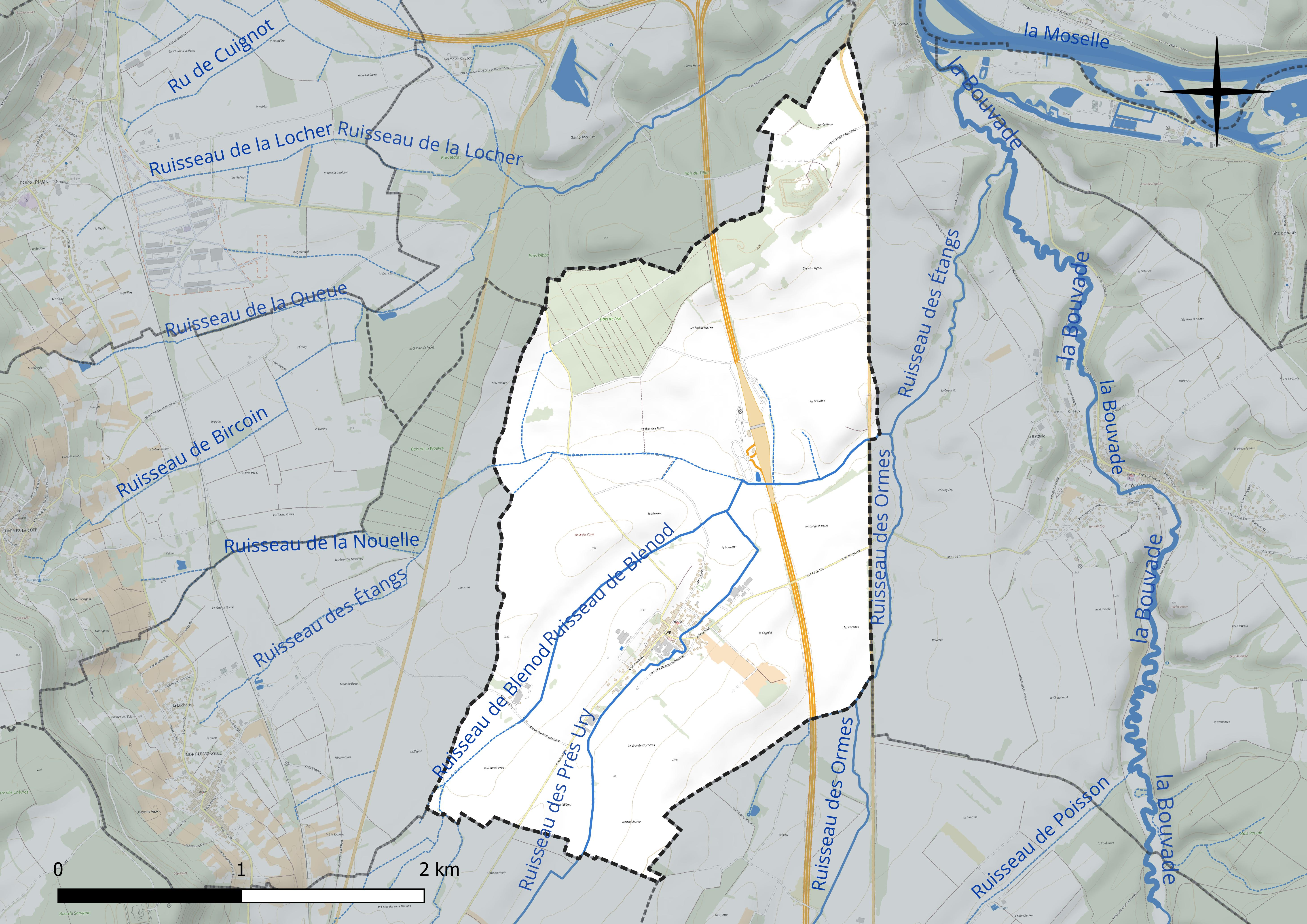
Réseau hydrographique de Gye.

### Climat
Pour des articles plus généraux, voir Climat du Grand Est et Climat de Meurthe-et-Moselle.
En 2010, le climat de la commune est de type climat des marges montargnardes, selon une étude du Centre national de la recherche scientifique s'appuyant sur une série de données couvrant la période 1971-2000. En 2020, Météo-France publie une typologie des climats de la France métropolitaine dans laquelle la commune est exposée à un climat océanique altéré et est dans la région climatique  Lorraine, plateau de Langres, Morvan, caractérisée par un hiver rude (1,5 °C), des vents modérés et des brouillards fréquents en automne et hiver. 
Pour la période 1971-2000, la température annuelle moyenne est de 9,6 °C, avec une amplitude thermique annuelle de 16,9 °C. Le cumul annuel moyen de précipitations est de 871 mm, avec 12,7 jours de précipitations en janvier et 9,4 jours en juillet. Pour la période 1991-2020, la température moyenne annuelle observée sur la station météorologique de Météo-France la plus proche, « Nancy-Ochey », sur la commune d'Ochey à 6 km à vol d'oiseau, est de 10,5 °C et le cumul annuel moyen de précipitations est de 810,4 mm. 
La température maximale relevée sur cette station est de 39,6 °C, atteinte le 25 juillet 2019 ; la température minimale est de −19,1 °C, atteinte le 12 janvier 1987,,. 
Les paramètres climatiques de la commune ont été estimés pour le milieu du siècle (2041-2070) selon différents scénarios d'émission de gaz à effet de serre à partir des nouvelles projections climatiques de référence DRIAS-2020. Ils sont consultables sur un site dédié publié par Météo-France en novembre 2022.

## Urbanisme

### Typologie
Au 1er janvier 2024, Gye est catégorisée commune rurale à habitat dispersé, selon la nouvelle grille communale de densité à sept niveaux définie par l'Insee en 2022.
Elle est située hors unité urbaine. Par ailleurs la commune fait partie de l'aire d'attraction de Nancy, dont elle est une commune de la couronne,. Cette aire, qui regroupe 353 communes, est catégorisée dans les aires de 200 000 à moins de 700 000 habitants,.

### Occupation des sols
L'occupation des sols de la commune, telle qu'elle ressort de la base de données européenne d’occupation biophysique des sols Corine Land Cover (CLC), est marquée par l'importance des territoires agricoles (88,4 % en 2018), une proportion sensiblement équivalente à celle de 1990 (88 %). La répartition détaillée en 2018 est la suivante : terres arables (56,1 %), prairies (31,9 %), forêts (7,8 %), zones urbanisées (3,9 %), zones agricoles hétérogènes (0,3 %). L'évolution de l’occupation des sols de la commune et de ses infrastructures peut être observée sur les différentes représentations cartographiques du territoire : la carte de Cassini (XVIIIe siècle), la carte d'état-major (1820-1866) et les cartes ou photos aériennes de l'IGN pour la période actuelle (1950 à aujourd'hui).

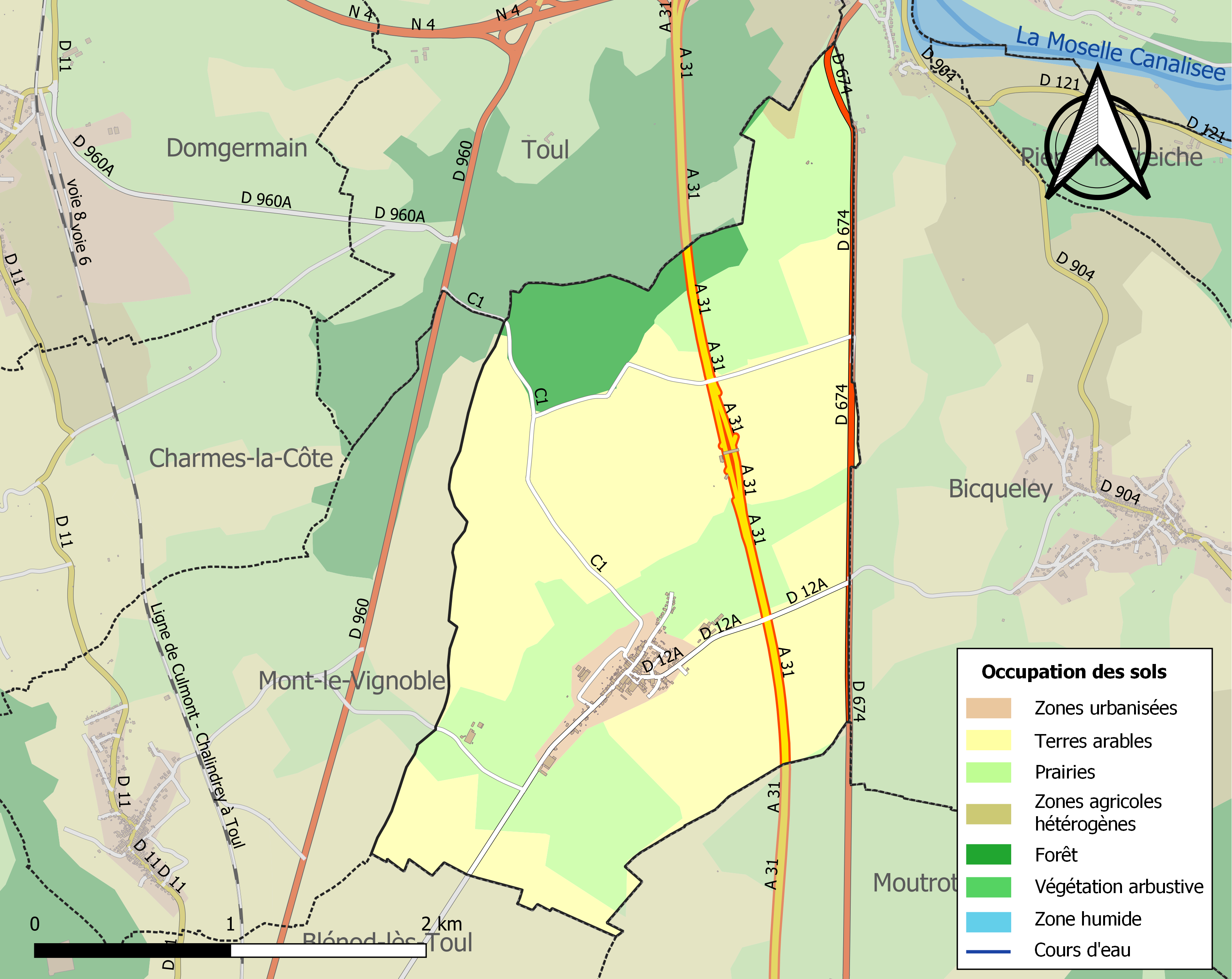
Carte des infrastructures et de l'occupation des sols de la commune en 2018 (CLC).

## Toponymie
Anciennes mentions : Gulla (1065), Gula (1105), Jaiacum (1154), Stagna de Gieyo (1149-1172), Gyer (1516), Geys (1527), Gyes (1545), Giey (1663).
Une étymologie populaire rattache le nom de Gye à celui d'une vigne appelée In Gula appartenant au chapitre de la cathédrale de Toul. En fait, le toponyme apparaît sous la forme Gaiacum en 622/654 : il est formé de l'anthroponyme romain Gaius et du suffixe gallo-romain -acum, formation typique de l'Antiquité tardive et de l'époque mérovingienne, et signifie « domaine de Gaius ».

## Histoire

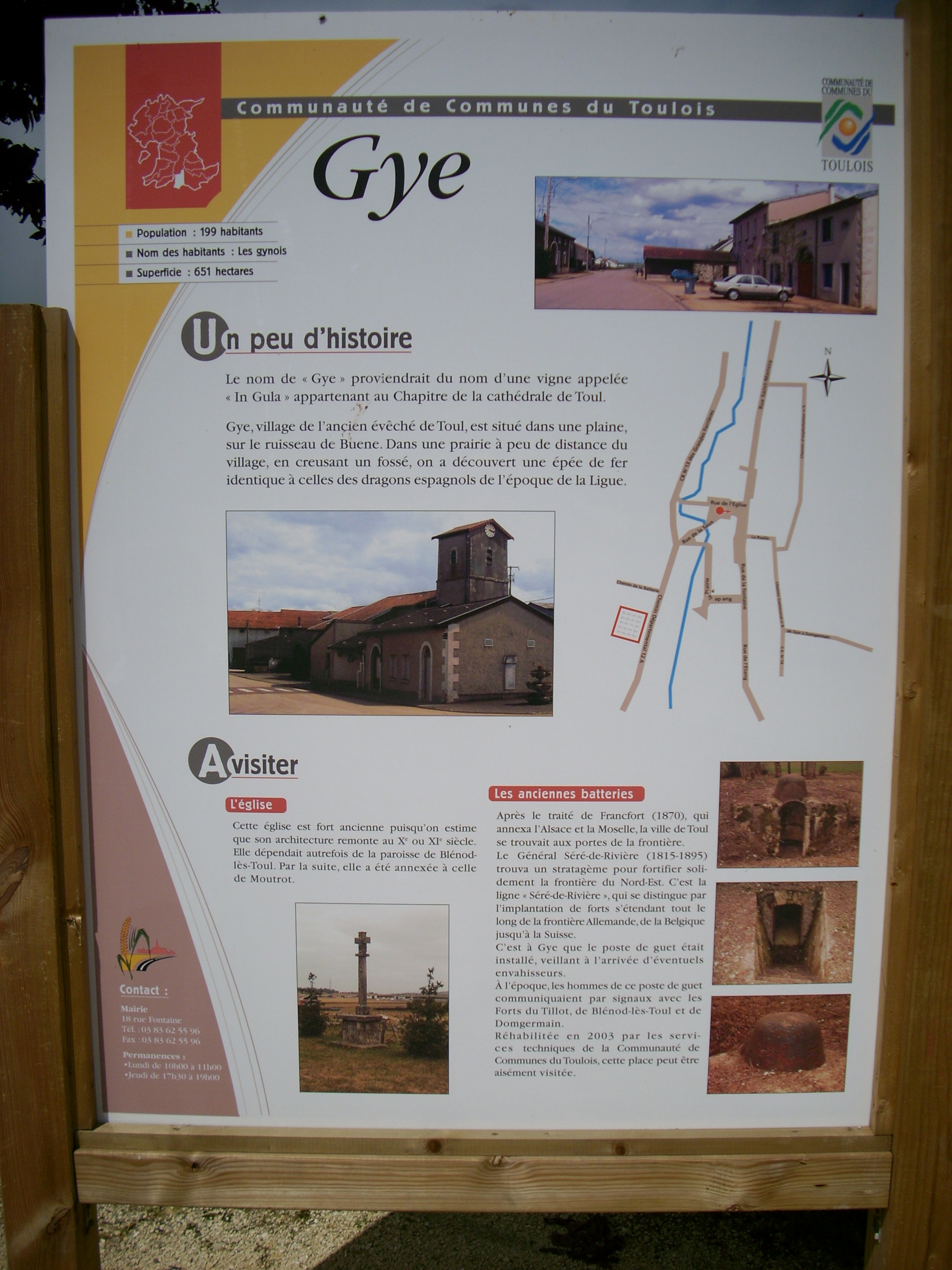
Panneau d'information.

Dans un secteur commun avec la commune de Mont-le-Vignoble, voisine, en Nalléchamp (ce pourrait signifier "mauvais champs" si le labourage fait effectivement resurgir des restes archéologique ?), sont signalés des restes de constructions avec tuiles romaines. Sur la place de l'église on trouva, en creusant le sol, un pavé en briques de différentes couleurs, telles sont les traces de premières habitations sur cette commune.
Le chemin chaussée Brunehaut et la grande voie de Langres à Metz, passent à Gye, comme le précise la carte archéologique de Gaule, Meurthe-et-Moselle, article consacré à cette commune.
Dans une prairie à peu de distance du village, en creusant un fossé, on a découvert une épée de fer identique à celles des dragons espagnols de l'époque de la Ligue.

## Politique et administration
| Période                                  | Période      | Identité          | Étiquette | Qualité                                        |
| ---------------------------------------- | ------------ | ----------------- | --------- | ---------------------------------------------- |
| Les données manquantes sont à compléter. |              |                   |           |                                                |
| 1983                                     | 5 avril 2014 | Alain Orditz      | DVD       |                                                |
| 5 avril 2014                             | 15 mars 2020 | Michel Noisette   |           | Mandat prorogé "sine die" en raison du COVID19 |
| 25 mai 2020                              | 23 juin 2025 | Michel Noisette   |           | Démission                                      |
| 30 juin 2025                             | En cours     | Christophe Geisel |           |                                                |

## Population et société

### Démographie
L'évolution du nombre d'habitants est connue à travers les recensements de la population effectués dans la commune depuis 1793. Pour les communes de moins de 10 000 habitants, une enquête de recensement portant sur toute la population est réalisée tous les cinq ans, les populations de référence des années intermédiaires étant quant à elles estimées par interpolation ou extrapolation. Pour la commune, le premier recensement exhaustif entrant dans le cadre du nouveau dispositif a été réalisé en 2008.

En 2022, la commune comptait 281 habitants, en évolution de +18,07 % par rapport à 2016 (Meurthe-et-Moselle : −0,13 %, France hors Mayotte : +2,11 %).
| 1793 | 1800 | 1806 | 1821 | 1831 | 1836 | 1841 | 1846 | 1851 |
| ---- | ---- | ---- | ---- | ---- | ---- | ---- | ---- | ---- |
| 146  | 135  | 149  | 204  | 223  | 272  | 261  | 254  | 241  |

| 1856 | 1861 | 1872 | 1876 | 1881 | 1886 | 1891 | 1896 | 1901 |
| ---- | ---- | ---- | ---- | ---- | ---- | ---- | ---- | ---- |
| 228  | 252  | 235  | 225  | 345  | 222  | 325  | 306  | 375  |

| 1906 | 1911 | 1921 | 1926 | 1931 | 1936 | 1946 | 1954 | 1962 |
| ---- | ---- | ---- | ---- | ---- | ---- | ---- | ---- | ---- |
| 307  | 353  | 157  | 163  | 168  | 147  | 128  | 122  | 118  |

| 1968 | 1975 | 1982 | 1990 | 1999 | 2006 | 2008 | 2013 | 2018 |
| ---- | ---- | ---- | ---- | ---- | ---- | ---- | ---- | ---- |
| 114  | 120  | 104  | 111  | 187  | 189  | 190  | 213  | 264  |

| 2022 | - | - | - | - | - | - | - | - |
| ---- | - | - | - | - | - | - | - | - |
| 281  | - | - | - | - | - | - | - | - |

## Économie
Gye se caractérise par une forte implantation du secteur primaire. En effet, il existait en 2010 environ six exploitations agricoles pour une population de 199 habitants, soit une exploitation pour 33 habitants.

### Secteur primaire ouAgriculture
Le secteur primaire comprend, outre les exploitations agricoles et les élevages, les établissements liés à l’exploitation de la forêt et les pêcheurs..

## Activités sportives
Gye se trouve doté de quelques structures sportives sur la commune permettant au village un caractère convivial par le regroupement d'un city stade, d'un terrain de tennis, d'une zone "pétanque" et de structure de jeu pour les enfants.
L'association "sentier des deuilles" a également tracé un circuit de 8 km sur la commune passant dans une partie sylvestre de la commune.

## Curiosité
Gye est la commune de Meurthe-et-Moselle ayant le nom le plus court.

## Culture locale et patrimoine

### Lieux et monuments
- Vestiges de la voie romaine de Trèves-Lyon.
- Ancien fort du Tillot. Le fort du Tillot fait partie du système de défense système Séré de Rivières, du nom d'un ingénieur militaire français. Ce système de défense a été bâti à partir de 1874, peu après la guerre de 1870. Le fort du Tillot est situé entre la N 74 et l'A31, dans le bois du Tillot. Il est notamment accessible à partir de la N 74 (chemin de Valcourt ou lieu-dit du Tillot).

Il existe aussi à 200 m du village de Gye une petite avancée fortifiée composée d'une demi-dizaine de casemates, visibles et accessibles. Cet ensemble fortifié est situé sur un léger relief positif, dominant légèrement la plaine touloise. La construction fortifiée est accessible à partir du chemin situé tout à côté du cimetière de Gye (rue de la Saux). Ce lieu a été réaménagé au début des années 2000, pour permettre aux curieux un accès sécurisé. "Queues de cochons" et "fils barbelés" sont encore visibles.
- Monument aux morts guerre 1914-1918.

Le monument aux morts est situé dans le cimetière. Sur le monument on peut lire : La commune de GYE à ses enfants MORTS POUR LA FRANCE.
- Église : tour et nef XVIIIe siècle, chapelle latérale XVe siècle, chevet XVe siècle, chœur gothique.
- Deux croix de chemin XVIIe et XVIIIe siècles.

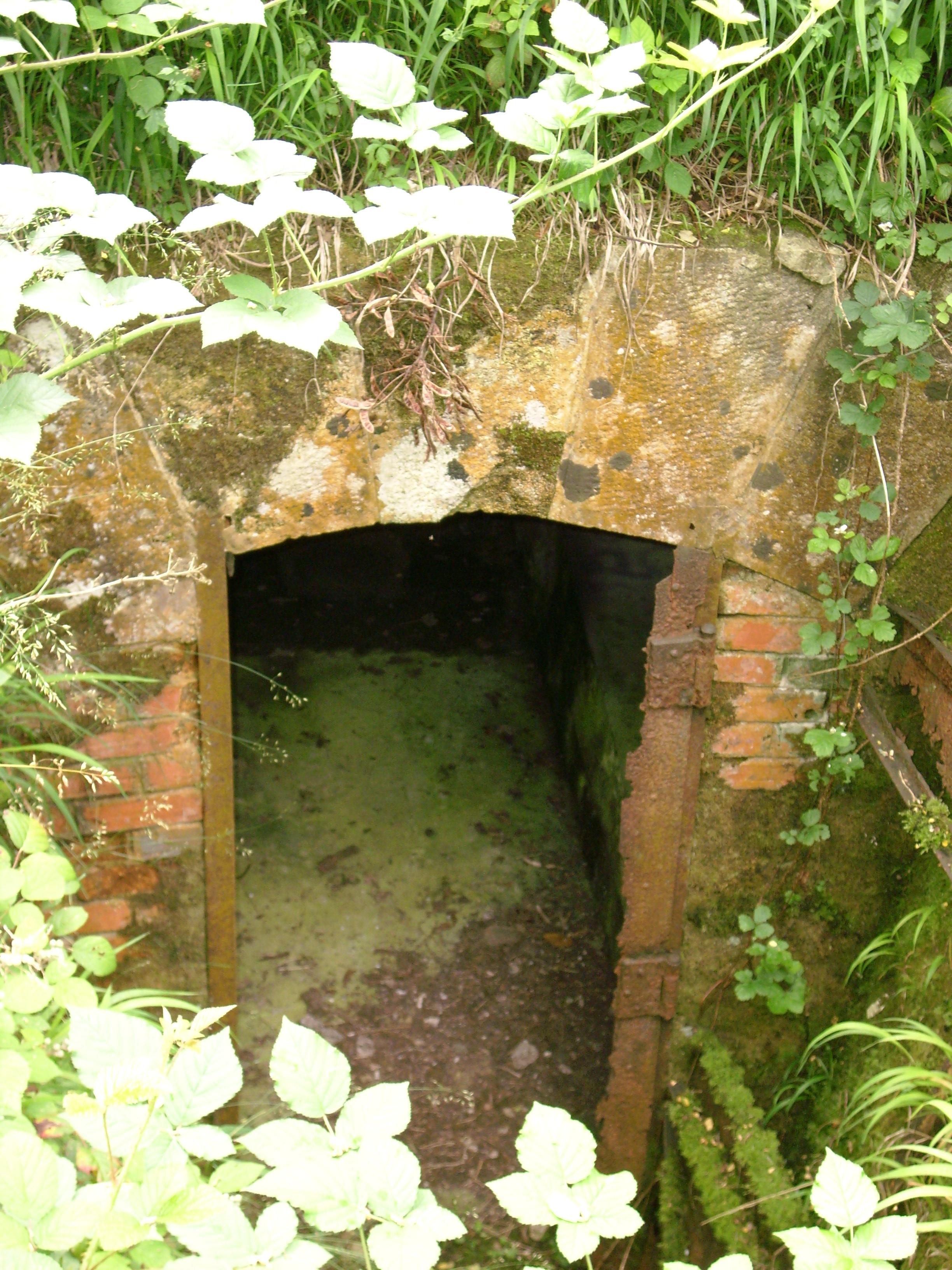
Les batteries de GYE.
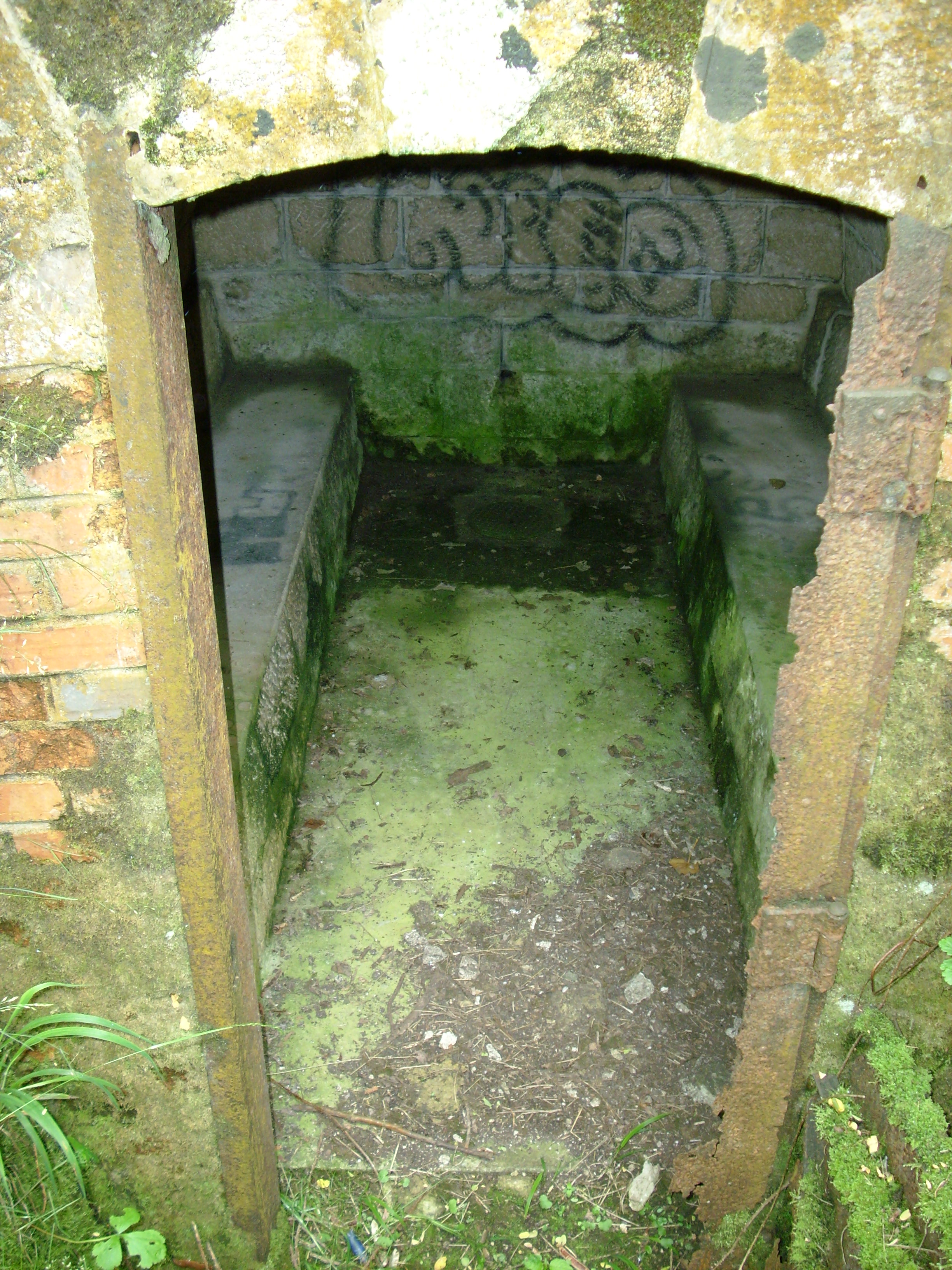
Les batteries de GYE.
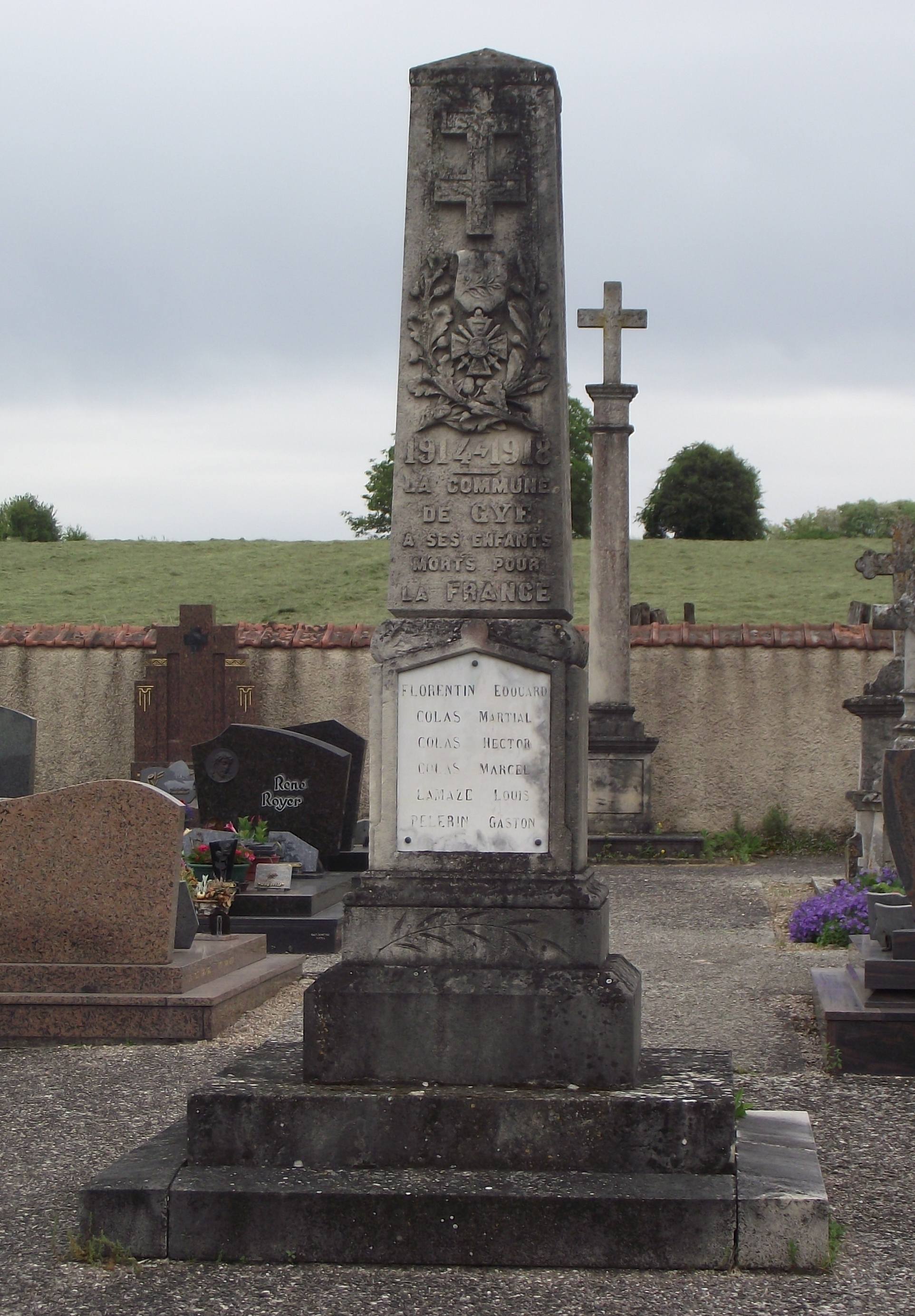
Monument aux morts.

### Personnalités liées à la commune
- Aucune

### Héraldique
| Blason de Gye | Blason  | D'azur à la jumelle en pal d'argent à la fasce d'or brochant sur le tout, chargée de trois alérions de gueules.     |
| Blason de Gye | Détails | Blason réalisé au milieu des années 2000 par l'union des cercles généalogiques de Lorraine, sans valeur historique. |